# Grinzens
Grinzens is een gemeente in het district Innsbruck Land van de Oostenrijkse deelstaat Tirol.
Grinzens ligt op een middelgebergteterras ten zuidwesten van Innsbruck, aan het begin van het Sellraintal. Het gemeentegebied wordt begrensd door de rivieren Melach en de Sendersbach en strekt zich uit tussen de gemeenten Sellrain en Axams. Het bestaat uit de woonkernen Neder, Untergrinzens, Seite en Brandögg.
Een aanvankelijk agrarische gemeente is in de loop der jaren een forensengemeente geworden. Ondanks het feit dat Grinzens dicht bij het skigebied Axamer Lizum gelegen is, is de gemeente nauwelijks toeristisch ontwikkeld. Een in de regio geliefd uitstapje binnen de gemeentegrenzen van Grinzens is de rodelbaan op de Kemater Alm.